# Морђе (Терамо)
Морђе (итал. Morge) је насеље у Италији у округу Терамо, региону Абруцо.
Према процени из 2011. у насељу је живело 60 становника. Насеље се налази на надморској висини од 415 м.